# Ofensiva de Alepo (agosto-septiembre de 2016)
La ofensiva de Alepo (agosto–septiembre de 2016) fue un contra⁠ofensiva del Ejército sirio lanzada en el sur de Alepo a medioados de septiembre de 2016. El objetivo de la ofensiva era recapturar el territorio perdido en la ofensiva rebelde de inicios de agosto y sitiar Alepo una vez más.

## La ofensiva

### Lucha en el Proyecto de Alojamiento 1070
Entre el 11 y 17 agosto, el Ejército lanzó varios contraataques, principalmente contra el Proyecto de Alojamiento 1070. Durante la lucha el 11 de agosto, 29 soldados y 20 insurgentes fueron asesinados. Para el 17 agosto, las fuerzas del gobierno había recapturado aproximadamente 70 por ciento del distrito.
En la mañana del 14 de agosto, los insurgentes lanzaron una gran ofensiva contra la planta de cemento, en un intento de ampliar la línea de abastecimiento. El ataque fue repelido después de un día de duros combates, con 35 rebeldes y 17 soldados asesinados. En el anochecer del 15 agosto, el Ejército y Hezbollah lanzó un nuevo ataque contra el Proyecto de Alojamiento Al-Hamdaniyah 1070, y por la mañana del día siguiente finalmente rompieron las defensas rebeldes conquistando alrededor 80% del distrito.

### Batalla para la Academia Militar
El 17 de agosto, después de capturar la mayoría del  Proyecto de Alojamiento 1070 Al-Hamdaniyah, fuerzas del gobierno también asaltaron la Base de la Academia Militar de la Fuerza Aérea Al-Assad. El comandante de la base Brig. Gen. Deeb Bazi fue asesinado cuando dirijía la ofensiva. Incapaz de fortalecer su posición en la Base, las fuerzas del gobierno finalmente fueron obligadas a replegarse ante una contraofensiva rebelde. Al día siguiente, fuerzas de gobierno capturaron los pueblos de Al-Qarassi, Tal Sanourabat y Al-‘Amariyah en el sur Alepo, aunque fueron perdidas al día siguiente.
El 19 de agosto, refuerzos de la Guardia Republicana de Damasco llegaron a Alepo para un nuevo asalto contra la  Academia de Artillería, el cual empezó un día más tarde. Entretanto, fuerzas de gobierno, también lanzaron un ataque para capturar Al-Qarassi, el cual era considerada como la puerta a la ciudad estratégica Khan Tuman. En la noche siguiente, fuerzas de gobierno tomaron Tal Al-Aqra y cortando la línea de abastecimiento rebelde a la Academia de Artillería. El 20 de agosto, el ejército asaltó Al-Qarassi una vez más.
El 21 de agosto, fuerzas del gobierno capturaron la colina Umm Qara que pasa por alto de la carretera de Khan Touman-Ramouseh cerca de Al-Qarassi, así como la colina de SyriaTel. Entre el 21 y 24 agosto, los insurgentes lanzaron cuatro contraataques en un intento infructuoso de recapturar Umm Qara. Ambos lados padecieron grandes pérdidas en especial el lado rebelde.
El 22 de agosto, el ejército continuó su ofensiva, tomando control de la rotonda y el puente de Al-Ramouseh, y más tarde asaltando la Academia de Artillería, resultando en una batalla feroz contra los defensores rebeldes. Finalmente, las tropas del gobierno estuvieron empujadas atrás de la Academia. Entre el 23 y 27 agosto, el pro-fuerzas de gobierno lanzaron varios ataques contra la Universidad Técnica y el Proyecto de Alojamiento 1070, con poco progreso. Al fallar en el avance sobre la Universidad Técnica, el ejército se concentró en el cercanos, sobre todo el estratégico Tal Sanourbat. El Ejército sirio y Hezbollah capturaron el cerro el 30 de agosto, mientras que las Fuerzas Tigre capturaron Tal Qarassi, Tal ‘Amarah, Barandeh y Qarassi. Además, 120 soldados de la Infantería Naval llegaron con BMPs a Alepo.
El 1 de septiembre, el ejército asaltó la Escuela de Armamento, resultando en una batalla extremadamente feroz. Después de tres días de lucha, las Fuerzas Tigre, Liwa al-Quds, Hezbollah atacaron la Escuela de Armamento desde el norte, mientras unidades del Ejército sirio lanzaron agresión simultánea desde el sur, finalmente abrumando a los defensores y capturando el complejo entero. Así, las tropas del gobierno restablecieron el asedio sobre Alepo.

### Derrumbamiento de las líneas rebeldes
El 5 de septiembre, las defensas rebeldes del frente sur Alepo colapsaron, las SAA lograron invadir tres pueblos, tres cerros, dos fábricas, dos instalaciones de almacenamiento, una Base de Defensa aérea y una cantera. Los insurgentes también habían retrocedido en el proyecto 1070 y la escuela Al-Hikma. Aun así, más tarde, se informó que se reanudó la lucha por el distrito.
El 6 de septiembre, las SAA atacaron el distrito Ramouseh capturando el horno Ramouseh y la planta Al-Dabaghat. También condujeron un ataque contra Khan Touman, capturando los depósitos de Munición y algunos puntos en las afueras de la ciudad. Durante los siguientes dos días, el Ejército sirio capturó todo el distrito Ramouseh, reabriendo la Carretera para el 9 septiembre. Entretanto, un ataque aéreo de la RuAF fue lanzado contra una reunión de alto nivel del Ejército de Conquista, matando a varios dirigentes de Jabhat Fateh al-Sham, entre ellos Abu Hajer Al-Homsi, comandante militar en jefe del grupo.
Entre el 10–11 septiembre, el Ejército sirio y sus aliados continuaron avanzando en el Proyecto de Alojamiento 1070 Al-Hamdaniyah y el Al-‘Amariyah Distrito. En dirección a la escuela Hikmah.
El 11 de septiembre, los ataques aéreos interrumpieron Eid al-Adha en Aleppo y en Idlib. EE. UU. y los oficiales rusos negociaron unas horas de alto el fuego a efectuarse al siguiente día.